# Eudófilo Álvarez Vega
Eudófilo Álvarez Vega (Latacunga, 1876 - Quito, 1917) fou un escriptor i polític equatorià.
Fill del Coronel Emilio Álvarez Tinajero que va combatre el 1863 a Cuaspud i va caure presoner. El 82 va formar part de l'Esquadró Sagrat a les guerrilles Restauradores del centre de la República i va lluitar a la Província de Chimborazo i després en Píllaro, San Andrés, rio Patate i Quero. Amo de la hisenda Tilipulo on va passar fins gairebé els seus últims dies treballant la terra, perquè sentint-se malalt, va viatjar i va morir a Quito; i de Jesús Vega, camperola blanca de la regió de Latacunga, qui li va ensenyar les primeres lletres.
Després va passar a la petita escola dels pares dominics en aquesta població i va seguir la secundària al Col·legi Vicente León. Adolescent encara i donada la condició irregular de la seva llar, es va convertir en protegit i gairebé en fill adoptiu de Rafael Portilla, benestant liberal de Quito segon mecenes de Montalvo a París. Portilla influiria decisivament en la formació de les idees liberals del jove Álvarez, perquè acostumava a acompanyar-lo i referir-li anècdotes.
El 1894 es va graduar de Batxiller i en triomfar la revolució liberal es va incorporar a la joventut que seguia a Alfaro el qual, el 1895, li va permetre publicar a la Impremta Nacional una novel·la sense acció i sense pla, ambientada a França amb personatges estrangers, sota el títol de "Abelardo", en 362 pàgines, Alfaro el va designar el 1896 Director de la Biblioteca Nacional i poc després el seu secretari privat.
El 1897 va donar a la llum pública un fullet "El Dr. Antonio Portilla, firmante del Acta revolucionaría del Quinche" en 10 pàgines i va començar a estudiar jurisprudència, carrera que va truncar per viatjar a Lima, on va mantenir un càlid romanç amb dama el nom no ha aconseguit establir-se encara. Al seu retorn el 1898 va emprendre viatge a París.
En 1903, ja retornat, va editar en la tipografia La Ràpida de Quito "Ocho Cartas encontradas" de 118 pàgines, precedides d'unes "Advertencias" dirigides a un amic ideal: Néstor, la segona edició és de 1906 i té 175 pàgines, també va publicar una petita crítica a l'oli de Joaquín Pinto titulada: "Una obra mestra nacional o sea los Dies Irae en pintura" en 5 pàgines. Manuel J. Carrer qualificar aquesta obra de tenir escassa acció i pobre argument però amb foc, lirisme i superbes descripcions, amb parts autobiogràfiques. Entre el 1903 i el 1905 va ser cap de secció del Ministeri de Relacions Exteriors.
El 1904 va donar a la impremta "El Dr. Agustín L. Yerovi" en 7 pàgines i "Ojeada sobre la Història del Arte" que va aparèixer en diversos lliuraments de la revista de la Societat Jurídic Literària de Quito, treball molt elemental encara que per la vastitud del tema anunciava un text de grans proporcions. A l'agost va publicar "Dos de unas cartas" en dos lliuraments de 21 pàgines a la revista de la Jurídic Literària de Quito.
Aquest any es va produir una situació de conflicte amb el Perú les tropes van assaltar els destacaments d'Angoteros i Solano causant algunes baixes. La consciència cívica del país es va commoure i Álvarez va publicar una protesta a 3 pàgines com a homenatge a aquests herois. El setembre del 1905 va arribar Alfaro a Quito en qualitat de membre de la comissió Codificadora de lleis i reglaments Militars. Álvarez el va anar a visitar a l'hotel, mes, com entre Alfaro i el president Lizardo Garcia existia una relació molt tibant, aquest últim es va sentir molest amb el gest i l'hi va deixar saber, motivant la reacció d'Álvarez que va renunciar públicament a les seves funcions en la Cancelleria amb la següent frase: "Per què en aquesta desgraciada terra els Presidents de la República pensen que els empleats públics són esclaus seus i no homes lliures?", però això no li va impedir que en produir-al gener següent la revolució contra García mostrés el seu desacord i no va estar entre els que van sortir a rebre a Alfaro quan aquest va entrar triomfant el dia 17 d'aquest mes.
Per aquesta època s'havia desvinculat de la diplomàcia i la política i vivia entusiasmat en la realització de grans projectes de benefici nacional, com la construcció d'un ferrocarril a l'Amazones i un camí a Papallacta, era un somiador que albirava nous i millors dies pel país a través de la colonització de la nostra regió oriental. Al setembre va tenir un seriós incident amb Alfaro quan li va anar a cobrar a palau un crèdit a favor de Rafael Portilla. El 1907 va editar "Nuestro Primer Monumento al Dios de Agosto" en 8 pàgines i un article sobre "El teatro antiguo" en 2 pàgines. En 1908 va col·laborar en "El Microscopio" i en "El Pichincha" de Quito sota el pseudònim de "I. Rigth".
En 1909 va escriure sobre "Nuestro historiador Dr. González Suárez" en 2 pàgines. El 10 sobre "El final de l'art" a 2 pàgines per a la revista La Il·lustració Equatoriana. El 1911 va dictar una Conferència a la Jurídic-Literària sobre "El Modernismo" en 74 pàgines i en la revista Vejeces i Novedades va publicar "Jesús i Prometeu" en 2 pàgines. Aquest any va col·laborar a La Unión Literària de Cuenca amb "La bellesa física y la bellesa moral a Grècia" en 2 pàgines i "Torneo Literario" en 9 pàgines.
En 1912 va ser redactor del Grito del Pueblo de Guayaquil i el president encarregat Dr. Francisco Andrade-Marín, que també vivia pendent de tot assumpte relatiu a l'Orient el va ajudar a fundar la "Sociedad de Orientalistas", de la que Álvarez va ser el seu primer President i com a tal va ser designat intendent general d'Orient. Llavors va poder realitzar una expedició científica en companyia de Luis G. Tufiño amb qui va caminar per Macas visitant Palora i els seus temibles jívaros, van recórrer les costes del Chihuaza i van preparar un informe molt complet per al govern, publicat a la tipografia de l'Escola d'Arts i oficis de Quito en 116 pàgines i 8 quadres.
En 1913 va editar ""Informes relativos al sur del Oriente presentados al Ministro del Ramo" de 191 pàgines, "Mi canelo" de 2 pàgines i "Una noche en Quito". El 14 va dedicar un assaig a José Enrique Rodado en 6 pàgines i va ser designat Governador de la província de Bolívar.
Durant el seu mandat es va realitzar la col·locació de la primera pedra de l'hospital de Guaranda i va publicar en 1914 el fullet "Por la província de Bolívar", però seguia pensant en els seus temes de sempre: la Pàtria, l'Orient i Montalvo. Sobretot en els seus Camps Elisis de l'Equador com ell deia afectuosament a l'Orient, en la seva fauna i flora, en el tresor dels seus minerals i demanava per aquestes terres camins i noves vies de penetració. Per això va preferir renunciar i va passar de Cap Polític de Morona amb l'objecte d'organitzar una expedició cap al sud-orient per la colonització d'aquestes extenses regions banyades pel riu Santiago. El 12 de juliol, acompanyat de nombrosos aventurers i colons, va fundar la població de Méndez en una gran plana situada a 620 metres sobre el nivell del mar.
En 1915 va editar "Cuentos y otras Cosas" en 292 pàgines, sèrie amb articles literaris que havia publicat en diaris i revistes i que el seu crític Manuel J. Carrer qualificar d'Amable col·lecció de foteses literàries i científiques. El 16 va ser designat Governador del Chimborazo i va col·laborar en el periòdic "El Chimborazo" de Riobamba. Al març del 1917 va escriure sobre "La Història, superior al Drama y la Novela" en 6 pàgines, "Els Andes" en 5 pàgines a la Jurídico Literària i "Quito Luz de Amèrica" a la Primavera Literària.
El 23 d'abril de 1917, mentre es trobava sustentant una conferència sobre l'Orient al Saló d'Actes de la Universitat de Quito i sota els auspicis de la Jurídic-Literària, sobtadament va caure fulminat amb un atac cerebral, només tenia 41 anys. Estava solter i pobre, gairebé en la indigència, perquè el gruix dels seus béns havia invertit en les diferents expedicions a l'Orient. Va deixar inèdita la novel·la d'aventures Zapikia i Nanto basades amb les del General Víctor Proaño, descobridor del riu Morona a finals del segle xix, que es desenvolupa així mateix en aquesta comarca.